# Гуслистов, Никита Сергеевич
Никита Сергеевич Гуслистов (род. 30 мая 2002, Хохлово, Вологодская область) — российский хоккеист, нападающий клуба КХЛ «Адмирал» и его фарм-клуба «Динамо-Алтай» из ВХЛ.

## Карьера
Воспитанник череповецкой школы хоккея. В составе юношеской команды «Северстали» прошёл все этапы становления, выступая на уровне региональных первенств. С 2018 по 2019 годы играл в составе молодёжной команды «Металлург», созданной в Вологодской области (Майский) для выступлений в НМХЛ, таким образом, дебютировал на профессиональном уровне. Летом 2019 года подписал двусторонний контракт с «Северсталью», позволяющий выступать как на уровне КХЛ, так и в составе молодёжной команды — «Алмаз». Сезон 2019/20 стабильно провёл в молодёжной команде череповчан.
Летом 2020 года стал привлекаться к тренировкам с основной командой «Северстали», принял участие в предсезонных турнирах и 1 ноября того же года, дебютировал в КХЛ в домашнем матче против финского клуба «Йокерит». 11 декабря, в домашней встрече против московского «Спартака» забросил первую шайбу на уровне КХЛ. 21 января 2021 года, в гостевой игре против екатеринбургского клуба «Автомобилист» забросил три шайбы (уже к 15-й минуте игры) и отдал одну результативную передачу. Благодаря хет-трику, в возрасте 18 лет и 236 дней вошёл в историю КХЛ, став самым молодым россиянином, который забросил три шайбы за один матч. Предыдущие достижение принадлежало Максиму Кицыну, который в 2010 году оформил хет-трик в возрасте 18 лет и 310 дней. Также за всю историю КХЛ только Никлас Хагман в 2014 году делал хет-трик раньше (на 72 секунды). 27 января 2021 года в матче «Северстали» против СКА череповецкий клуб вышел дублирующим составом, а капитаном команды был назначен Никита Гуслистов. Таким образом в возрасте 18 лет и 242 дней стал самым молодым капитаном в истории КХЛ, побив рекорд защитника «Нефтехимика» Камиля Фазылзянова. 
В июне 2024 года был обменян в «Динамо» Минск. Сыграл за «Динамо» только 9 матчей, очков не набирал. По ходу сезона перешёл в «Адмирал», подписав двусторонний контракт. За новый клуб дебютировал 21 декабря 2024 года в игре против СКА (2:3 ОТ).

## В сборной
29 января 2021 года приглашён штабом сборной России в состав олимпийской команды (ближайшего резерва национальной сборной) на турнир Kazakhstan Hockey Open в Нур-Султане.